# رودبار (كرمان)
رودبار (بالفارسية: رودبار) هي منطقة سكنية تقع في إيران في البلدة المركزية. يقدر عدد سكانها بـ 8,275 نسمة .